# The8
Xú Mínghào (Chinês simplificado: 徐明浩; Hangul: 서명호; nascido a 7 de Novembro de 1997), também conhecido pelo seu nome artístico The8 ou Minghao, é um cantor, compositor, dançarino chinês.
Ele faz parte do grupo de K-pop Seventeen, criado pela Pledis Entertainment. Nesse mesmo grupo, ele faz parte de uma sub-unidade nomeada “Unidade de Performance”.

## Vida e Carreira

### 1997–2007: Início de sua vida
The8 nasceu em Anshan, na província de Liaoning, China, no dia 7 de Novembro de 1997. Foi na mesma cidade em que ele e sua família, composta por sua mãe e seu pai, viveram durante a sua adolescência.
Xu Minghao se formou em Beijing Contemporary Music Academy.

### 2008–2014: Pre-debut
Antes de sequer entrar na empresa que formou Seventeen, Minghao sempre mostrou talento para a dança e apareceu em diversos programas de competição quando era criança.
Ele praticou b-boying durante 6 anos e também praticava Wushu na China.
Ele treinou durante 1 ano e 5 meses e teve a sua primeira aparição no Seventeen TV em 2014.

### 2015–2018: Debut e início da carreira
No dia 26 de maio de 2015, Seventeen concretizou um dos seus maiores objetivos, debutar como grupo.
Minghao faz parte da Unidade de Performance, devido a suas habilidades em artes marciais, que praticava já desde a infância e hip hop. Ele e Jun são os únicos membros do Seventeen que nasceram na China.
Durante os preparativos para o álbum Al1, ele participou, juntamente com os membros da Unidade de Performance, de workshops em Los Angeles, Califórnia. O resultado é o vídeo da música "Privacy", de Chris Brown, com coreografia de Bobby Dacones.

### 2019–2020: A sua carreira Solo
The8 começou a sua carreira solo em 9 de Junho de 2019 com o seu single “Dreams Come True”. O seu vídeo da coreografia da música foi publicada no canal oficial de Seventeen no Youtube.
Em 4 de maio de 2020, Minghao anunciou que estaria lançando a seu segundo single “Falling Down” e a mesma foi publicada no dia 8 de maio do mesmo ano.

## Compositor
Minghao tem créditos em várias músicas, principalmente como escritor das letras. Destacando "Highlight" da unidade de performance do álbum Going Seventeen, "My I" faz parte do dueto do álbum Al1, do Seventeen.
Em março de 2018, através do canal oficial do SoundCloud do Seventeen, Xu Minghao lançou sua primeira mixtape solo, inteiramente em mandarim, intitulada "Seventeen mixtape n.16 夜 伴 雨 (밤 과 비)", produzida por Woozi e Bumzu, ambos da Pledis Entertainment.

## Discografia
| Título             | Ano  | Posições no chart | Posições no chart | Vendas |
| Título             | Ano  | CHN               |                   | Vendas |
| Título             | Ano  | CHN               | KOR               | Vendas |
| ------------------ | ---- | ----------------- | ----------------- | ------ |
| "Dreams Come True" | 2019 | —                 | —                 | —"     |
| "Maze"             | 2020 | —                 | —                 | —      |